# Grand Prix automobile de Bahreïn 2019
GP précédent GP suivant
Le Grand Prix automobile de Bahreïn 2019 (Formula 1 Gulf Air Bahrain Grand Prix 2019), disputé le 31 mars 2019 sur le circuit international de Sakhir à Sakhir, est la 999e épreuve du championnat du monde de Formule 1 courue depuis 1950. Il s'agit de la seizième édition du Grand Prix de Bahreïn comptant pour le championnat du monde de Formule 1 et la deuxième manche du championnat 2019. La deuxième séance d'essais libres, les qualifications et la course sont disputés de nuit.
Dominateur des trois phases des qualifications après des essais libres maîtrisés, Charles Leclerc obtient la première pole position de sa carrière, dès sa deuxième course pour la Scuderia Ferrari, au volant de la SF90 ;  il bat également le record du tracé de Sakhir, à 221,738 km/h de moyenne. Premier pilote monégasque à s'élancer en tête d'un Grand Prix, il devance son coéquipier Sebastian Vettel de trois dixièmes de seconde pour une première ligne entièrement rouge, comme en 2018. Plus proches des Ferrari que lors des essais libres, Lewis Hamilton et Valtteri Bottas suivent en deuxième ligne. Max Verstappen, auteur du cinquième temps, s'élance de la troisième ligne, devant Kevin Magnussen ; ils précèdent Carlos Sainz Jr. et Kimi Räikkönen, alors que Lando Norris et Daniel Ricciardo occupent la cinquième ligne de la grille de départ. Romain Grosjean, auteur du huitième temps est pénalisé et s'élance de la onzième place.
Lewis Hamilton obtient sa première victoire de la saison, la soixante-quatorzième de sa carrière, et Mercedes Grand Prix un quarante-sixième doublé dans l'ordre inverse de celui réalisé à Melbourne deux semaines plus tôt ; les Flèches d'Argent doivent toutefois ce résultat à un problème de perte de puissance touchant Charles Leclerc à onze tours de l'arrivée. Le jeune Monégasque rate son départ, est débordé par son coéquipier Sebastian Vettel puis par Valtteri Bottas, et ensuite sévèrement menacé par Hamilton dans les premiers virages. En l'espace de six tours, Leclerc repasse tout d'abord Bottas (qui cède à une attaque de Hamilton au virage suivant, perdant deux positions d'un coup) puis il double son coéquipier Vettel à l'aide de l'aileron arrière mobile avant de caracoler en tête durant quarante tours ; bien plus rapide que ses poursuivants, il creuse peu à peu l'écart et obtient le point du meilleur tour en course dans sa trente-huitième boucle. Derrière lui, au même moment, Hamilton dépasse Vettel ; dans ce combat roue contre roue, le pilote allemand part, tout seul, en tête-à-queue dans le virage no 4 et abîme considérablement ses gommes. Les vibrations engendrées provoquent la casse de son aileron avant qui se détache en ligne droite ; il perd dès lors tout espoir de podium. 
Alors qu'il a dix secondes d'avance sur Hamilton, Charles Leclerc annonce dans son quarante-sixième tour rencontrer un problème de moteur : un court-circuit  sur un injecteur d'un des six cylindres du groupe propulseur sera ultérieurement identifié. Il s'en trouve considérablement ralenti avec une perte d'environ 160 chevaux, et ne peut faire face au retour des Mercedes qui lui reprennent de cinq à six secondes par boucle. Hamilton le dépasse au quarante-huitième tour, Bottas au cinquante-quatrième et Max Verstappen s'apprête à faire de même quand les deux Renault tombent en panne simultanément au bord du circuit, entraînant la sortie de la voiture de sécurité pour les trois derniers tours, ce qui permet à Leclerc de conserver sa position et d'obtenir le premier podium de sa carrière avant d'être désigné « pilote du jour ». 
À l'arrivée, Hamilton n'a de cesse de dire que Leclerc méritait la victoire et souligne la chance dont il a bénéficié. Son premier geste, une fois sorti de sa voiture, est d'aller réconforter le pilote Ferrari en lui expliquant qu'il « a de nombreuses victoires devant lui. » Verstappen se classe quatrième devant Vettel, remonté après son passage au stand pour changer de museau pour prendre dix points ; au sixième rang, Lando Norris marque les premiers points de sa carrière, emmenant Kimi Räikkönen dans son sillage alors que Pierre Gasly marque pour la première fois pour Red Bull, devant le Thaïlandais Alexander Albon qui ouvre lui aussi son compteur. Sergio Pérez prend le point restant. 
Valtteri Bottas mène toujours le championnat avec 44 points, un de plus que Lewis Hamilton (43 points). Max Verstappen est au troisième rang avec  27 points, devant Charles Leclerc (26 points, avec celui de son meilleur tour à Bahreïn). Suivent Vettel (22 points) Raïkkönen (10 points), Norris et Kevin Magnussen, tous deux avec huit points. Mercedes Grand Prix augmente son avance en tête du championnat des constructeurs avec 87 points et devance Ferrari (43 points), Red Bull (27 points), Alfa Romeo Racing (10 points), McLaren et Haas (8 points), Renault (6 points), Racing Point et Toro Rosso (3 points) ; seul  Williams n'a pas encore marqué.

## Pneus disponibles
| Pneus pour piste sèche | Pneus pour piste sèche | Pneus pour piste sèche | Pneus pluie    | Pneus pluie |
| ---------------------- | ---------------------- | ---------------------- | -------------- | ----------- |
| Durs (Type C1)         | Médiums (Type C2)      | Tendres (Type C3)      | Intermédiaires | Pluie       |

## Essais libres

### Première séance, le vendredi de 14 h à 15 h 30
| Pos. | Pilote           | Voiture        | Chrono         | Écart     |
| ---- | ---------------- | -------------- | -------------- | --------- |
| 1    | Charles Leclerc  | Ferrari        | 1 min 30 s 354 |           |
| 2    | Sebastian Vettel | Ferrari        | 1 min 30 s 617 | + 0 s 263 |
| 3    | Valtteri Bottas  | Mercedes       | 1 min 31 s 328 | + 0 s 974 |
| 4    | Lewis Hamilton   | Mercedes       | 1 min 31 s 601 | + 1 s 247 |
| 5    | Max Verstappen   | Red Bull-Honda | 1 min 31 s 673 | + 1 s 319 |
| 6    | Pierre Gasly     | Red Bull-Honda | 1 min 31 s 815 | + 1 s 461 |

### Deuxième séance, le vendredi de 18 h à 19 h 30
| Pos. | Pilote           | Voiture        | Chrono         | Écart     |
| ---- | ---------------- | -------------- | -------------- | --------- |
| 1    | Sebastian Vettel | Ferrari        | 1 min 28 s 846 |           |
| 2    | Charles Leclerc  | Ferrari        | 1 min 28 s 881 | + 0 s 035 |
| 3    | Lewis Hamilton   | Mercedes       | 1 min 29 s 499 | + 0 s 603 |
| 4    | Valtteri Bottas  | Mercedes       | 1 min 29 s 557 | + 0 s 711 |
| 5    | Nico Hülkenberg  | Renault        | 1 min 29 s 669 | + 0 s 823 |
| 6    | Max Verstappen   | Red Bull-Honda | 1 min 29 s 725 | + 0 s 879 |

### Troisième séance, le samedi de 15 h à 16 h
| Pos. | Pilote           | Voiture      | Chrono         | Écart     |
| ---- | ---------------- | ------------ | -------------- | --------- |
| 1    | Charles Leclerc  | Ferrari      | 1 min 29 s 569 |           |
| 2    | Sebastian Vettel | Ferrari      | 1 min 29 s 738 | + 0 s 169 |
| 3    | Lewis Hamilton   | Mercedes     | 1 min 30 s 334 | + 0 s 765 |
| 4    | Valtteri Bottas  | Mercedes     | 1 min 30 s 389 | + 0 s 820 |
| 5    | Romain Grosjean  | Haas-Ferrari | 1 min 30 s 818 | + 1 s 249 |
| 6    | Nico Hülkenberg  | Renault      | 1 min 30 s 910 | + 1 s 341 |

## Séance de qualification

### Résultats des qualifications
| Pos.                                                                                      | Pilote             | Écurie                    | Qualifications 1 | Qualifications 2 | Qualifications 3 |
| ----------------------------------------------------------------------------------------- | ------------------ | ------------------------- | ---------------- | ---------------- | ---------------- |
| 1                                                                                         | Charles Leclerc    | Ferrari                   | 1 min 28 s 495   | 1 min 28 s 046   | 1 min 27 s 866   |
| 2                                                                                         | Sebastian Vettel   | Ferrari                   | 1 min 28 s 733   | 1 min 28 s 356   | 1 min 28 s 160   |
| 3                                                                                         | Lewis Hamilton     | Mercedes                  | 1 min 29 s 262   | 1 min 28 s 578   | 1 min 28 s 190   |
| 4                                                                                         | Valtteri Bottas    | Mercedes                  | 1 min 29 s 498   | 1 min 28 s 830   | 1 min 28 s 256   |
| 5                                                                                         | Max Verstappen     | Red Bull-Honda            | 1 min 29 s 579   | 1 min 29 s 109   | 1 min 28 s 752   |
| 6                                                                                         | Kevin Magnussen    | Haas-Ferrari              | 1 min 29 s 532   | 1 min 29 s 017   | 1 min 28 s 757   |
| 7                                                                                         | Carlos Sainz Jr.   | McLaren-Renault           | 1 min 29 s 528   | 1 min 29 s 055   | 1 min 28 s 813   |
| 8                                                                                         | Romain Grosjean    | Haas-Ferrari              | 1 min 29 s 688   | 1 min 29 s 249   | 1 min 29 s 015   |
| 9                                                                                         | Kimi Räikkönen     | Alfa Romeo-Ferrari        | 1 min 29 s 959   | 1 min 29 s 471   | 1 min 29 s 022   |
| 10                                                                                        | Lando Norris       | McLaren-Renault           | 1 min 29 s 381   | 1 min 29 s 258   | 1 min 29 s 043   |
| 11                                                                                        | Daniel Ricciardo   | Renault                   | 1 min 29 s 859   | 1 min 29 s 488   |                  |
| 12                                                                                        | Alexander Albon    | Toro Rosso-Honda          | 1 min 29 s 514   | 1 min 29 s 513   |                  |
| 13                                                                                        | Pierre Gasly       | Red Bull-Honda            | 1 min 29 s 900   | 1 min 29 s 526   |                  |
| 14                                                                                        | Sergio Pérez       | Racing Point-BWT Mercedes | 1 min 29 s 893   | 1 min 29 s 756   |                  |
| 15                                                                                        | Daniil Kvyat       | Toro Rosso-Honda          | 1 min 29 s 876   | 1 min 29 s 854   |                  |
| 16                                                                                        | Antonio Giovinazzi | Alfa Romeo-Ferrari        | 1 min 30 s 026   |                  |                  |
| 17                                                                                        | Nico Hülkenberg    | Renault                   | 1 min 30 s 034   |                  |                  |
| 18                                                                                        | Lance Stroll       | Racing Point-BWT Mercedes | 1 min 30 s 217   |                  |                  |
| 19                                                                                        | George Russell     | Williams-Mercedes         | 1 min 31 s 759   |                  |                  |
| 20                                                                                        | Robert Kubica      | Williams-Mercedes         | 1 min 31 s 799   |                  |                  |
| Temps minimal à réaliser pour la qualification : 1 min 34 s 689 (107 % de 1 min 28 s 495) |                    |                           |                  |                  |                  |

### Grille de départ
- Romain Grosjean, auteur du huitième temps, est pénalisé d'un recul de trois places sur la grille de départ pour avoir gêné Lando Norris dans son tour rapide en Q1 ; il s'élance onzième[6],[7].

## Course

### Classement de la course
| Pos. | no | Pilote             | Écurie                | Tours | Temps/Abandon                                     | Grille | Points |
| ---- | -- | ------------------ | --------------------- | ----- | ------------------------------------------------- | ------ | ------ |
| 1    | 44 | Lewis Hamilton     | Mercedes              | 57    | 1 h 34 min 21 s 295 (196,007 km/h)                | 3      | 25     |
| 2    | 77 | Valtteri Bottas    | Mercedes              | 57    | + 2 s 980                                         | 4      | 18     |
| 3    | 16 | Charles Leclerc    | Ferrari               | 57    | + 6 s 131                                         | 1      | 15 + 1 |
| 4    | 33 | Max Verstappen     | Red Bull-Honda        | 57    | + 6 s 408                                         | 5      | 12     |
| 5    | 5  | Sebastian Vettel   | Ferrari               | 57    | + 36 s 068                                        | 2      | 10     |
| 6    | 4  | Lando Norris       | McLaren-Renault       | 57    | + 45 s 754                                        | 9      | 8      |
| 7    | 7  | Kimi Räikkönen     | Alfa Romeo-Ferrari    | 57    | + 47 s 470                                        | 8      | 6      |
| 8    | 10 | Pierre Gasly       | Red Bull-Honda        | 57    | + 58 s 094                                        | 13     | 4      |
| 9    | 23 | Alexander Albon    | Toro Rosso-Honda      | 57    | + 1 min 02 s 697                                  | 12     | 2      |
| 10   | 11 | Sergio Pérez       | Racing Point-Mercedes | 57    | + 1 min 03 s 696                                  | 14     | 1      |
| 11   | 99 | Antonio Giovinazzi | Alfa Romeo-Ferrari    | 57    | + 1 min 04 s 599                                  | 16     |        |
| 12   | 26 | Daniil Kvyat       | Toro Rosso-Honda      | 56    | + 1 tour (dont 5 s de pénalité purgées en course) | 15     |        |
| 13   | 20 | Kevin Magnussen    | Haas-Ferrari          | 56    | + 1 tour                                          | 6      |        |
| 14   | 18 | Lance Stroll       | Racing Point-Mercedes | 56    | + 1 tour                                          | 18     |        |
| 15   | 63 | George Russell     | Williams-Mercedes     | 56    | + 1 tour                                          | 19     |        |
| 16   | 88 | Robert Kubica      | Williams-Mercedes     | 55    | + 2 tours                                         | 20     |        |
| 17   | 27 | Nico Hülkenberg    | Renault               | 53    | Moteur                                            | 17     |        |
| 18   | 3  | Daniel Ricciardo   | Renault               | 53    | Perte de puissance                                | 10     |        |
| 19   | 55 | Carlos Sainz Jr.   | McLaren-Renault       | 53    | Boîte de vitesses                                 | 7      |        |
| Abd. | 8  | Romain Grosjean    | Haas-Ferrari          | 16    | Dégâts                                            | 11     |        |

### Pole position et record du tour
- Pole position :  Charles Leclerc (Ferrari) en 1 min 27 s 866 (221,738 km/h)[9].
- Meilleur tour en course :  Charles Leclerc (Ferrari) en 1 min 33 s 411 (208,575 km/h) au trente-huitième tour ; troisième de la course, il remporte le point bonus associé au meilleur tour en course[10].

### Tours en tête
- Sebastian Vettel (Ferrari) : 6 tours (1-5 / 14)[11]
- Charles Leclerc (Ferrari) : 40 tours (7-13 / 15-47)
- Lewis Hamilton (Mercedes) : 10 tours (48-57)

## Classements généraux à l'issue de la course
| Pos. | Pilote           | Écurie                    | Points |
| ---- | ---------------- | ------------------------- | ------ |
| 1    | Valtteri Bottas  | Mercedes                  | 44     |
| 2    | Lewis Hamilton   | Mercedes                  | 43     |
| 3    | Max Verstappen   | Red Bull-Honda            | 27     |
| 4    | Charles Leclerc  | Ferrari                   | 26     |
| 5    | Sebastian Vettel | Ferrari                   | 22     |
| 6    | Kimi Räikkönen   | Alfa Romeo-Ferrari        | 10     |
| 7    | Lando Norris     | McLaren-Renault           | 8      |
| 8    | Kevin Magnussen  | Haas-Ferrari              | 8      |
| 9    | Nico Hülkenberg  | Renault                   | 6      |
| 10   | Pierre Gasly     | Red Bull-Honda            | 4      |
| 11   | Lance Stroll     | Racing Point-BWT Mercedes | 2      |
| 12   | Alexander Albon  | Toro Rosso-Honda          | 2      |
| 13   | Daniil Kvyat     | Toro Rosso-Honda          | 1      |
| 14   | Sergio Pérez     | Racing Point-BWT Mercedes | 1      |

| Pos. | Écurie                    | Points |
| ---- | ------------------------- | ------ |
| 1    | Mercedes                  | 87     |
| 2    | Ferrari                   | 48     |
| 3    | Red Bull-Honda            | 31     |
| 4    | Alfa Romeo-Ferrari        | 10     |
| 5    | McLaren-Renault           | 8      |
| 6    | Haas-Ferrari              | 8      |
| 7    | Renault                   | 6      |
| 8    | Racing Point-BWT Mercedes | 3      |
| 9    | Toro Rosso-Honda          | 3      |

## Statistiques
Le Grand Prix de Bahreïn 2019 représente :
- la 1re pole position de Charles Leclerc, pour sa deuxième course chez Ferrari ; il est, à 21 ans, 5 mois et 15 jours, le deuxième plus jeune pilote à partir en tête d'un Grand Prix, derrière Sebastian Vettel (21 ans, 2 mois et 11 jours à Monza en 2008)[14],[15] ;
- la 1re pole position d'un pilote monégasque[16] ;
- la 62e fois que la Scuderia Ferrari place ses deux voitures sur la première ligne[17] ;
- la 74e victoire de Lewis Hamilton[18] ;
- Le 1er podium et le 1er meilleur tour en course de Charles Leclerc[19],[20] ;
- La 89e victoire de Mercedes Grand Prix en tant que constructeur[21] ;
- La 175e victoire de Mercedes en tant que motoriste[22] ;
- Le 46e doublé de Mercedes Grand Prix[23].

Au cours de ce Grand Prix :
- Charles Leclerc est, à l'occasion du 999e Grand Prix comptant pour le championnat du monde, le 99e pilote à réaliser une pole position[24] ;
- Lando Norris inscrit ses premiers points (8 points de la sixième place) pour son deuxième départ en Grand Prix[25] ;
- Alexander Albon inscrit ses premiers points (2 points de la neuvième place) pour son deuxième départ en Grand Prix[26] ;
- Charles Leclerc est élu « Pilote du jour » à l'issue d'un vote organisé sur le site officiel de la Formule 1[27] ;
- Garry Connelly (représentant de l'Australie au conseil mondial du sport automobile et directeur de l'Institute of Motorsport Safety en Australie) intègre le groupe des commissaires de course[28] ;
- Emanuele Pirro (37 départs en Grands Prix de Formule 1, 3 points inscrits entre 1989 et 1991 et quintuple vainqueur des 24 Heures du Mans en 2000, 2001, 2002, 2006 et 2007) est nommé conseiller auprès des commissaires de course par la FIA pour les aider dans leurs jugements[29].